# Diodor

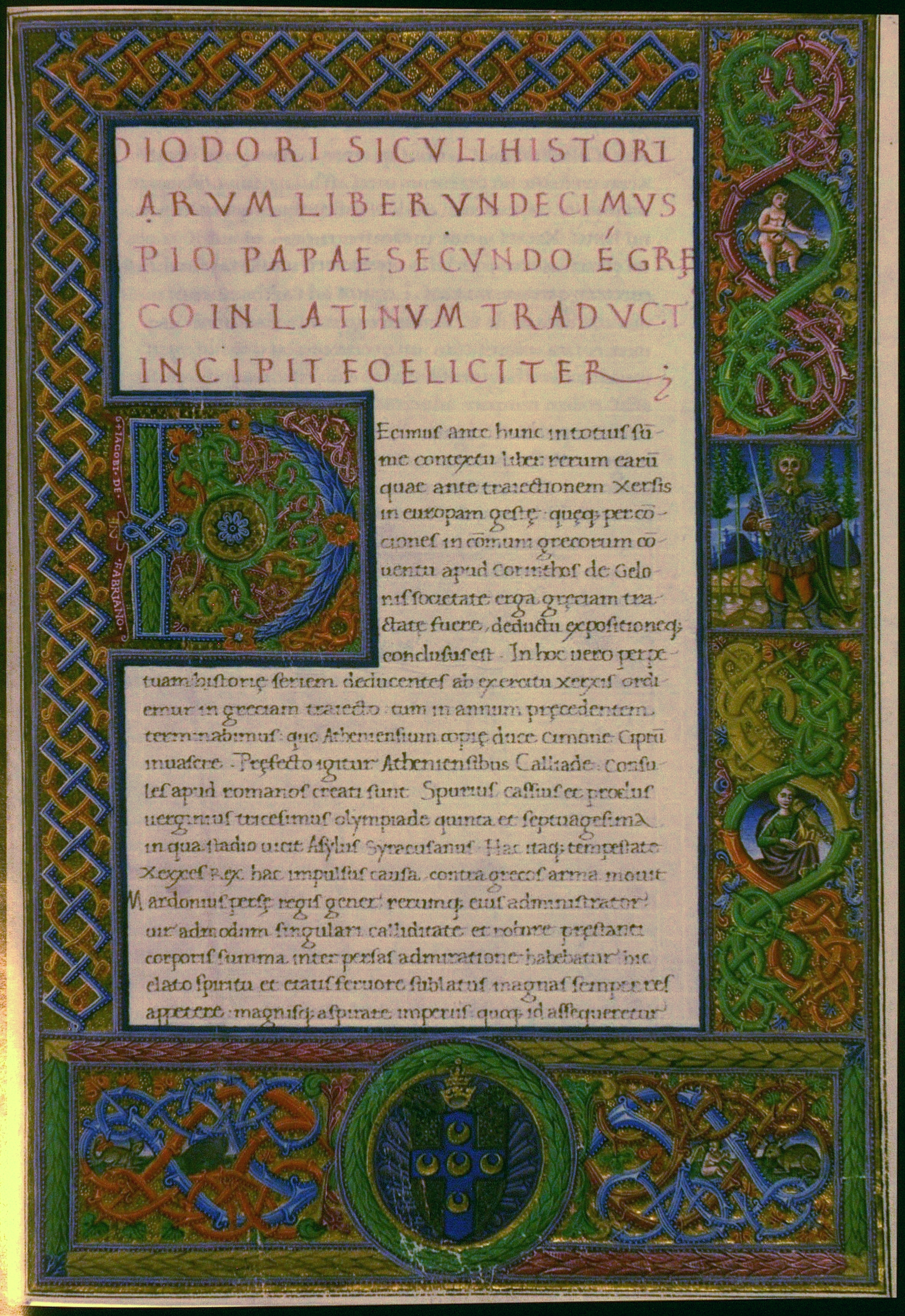
Der Anfang des elften Buches von Diodors „Historischer Bibliothek“ in der lateinischen Übersetzung von Iacopo da San Cassiano, die der Übersetzer Papst Pius II. widmete. Biblioteca Apostolica Vaticana, Vat. lat. 1816, fol. 2r (15. Jahrhundert)

Bibliotheca historica, 1746

Diodor (griechisch Διόδωρος ὁ Σικελιώτης Diódōros ho Sikeliṓtēs, latinisiert Diodorus Siculus, „Diodor von Sizilien“) war ein antiker griechischer Geschichtsschreiber des späten Hellenismus. Er lebte in der ersten Hälfte des 1. Jahrhunderts v. Chr.

## Leben
Über Diodors Leben ist wenig bekannt. Er war ein Westgrieche, stammte aus der Polis Agyrion auf Sizilien und begab sich nach eigenen Angaben auf viele Reisen. Gesichert ist, dass er längere Zeit in Rom verbrachte, um Quellenstudien für die Abfassung seines Geschichtswerks zu betreiben, sowie dass er in der Zeit der 180. Olympiade (also im Zeitraum 60/59 bis 57/56 v. Chr.) in Ägypten lebte. Er berichtet, dass er 59 v. Chr. während des letztgenannten Aufenthalts eine römische Gesandtschaft, die zu König Ptolemaios XII. gereist war, in Alexandria sah.

## Werk

### Inhalt, Umfang, Stil
Diodors auf Griechisch verfasstes Geschichtswerk trägt den Namen Βιβλιοθήκη ἱστορική Bibliothḗkē historikḗ (vollständig: Διοδώρου τοῦ Σικελιώτου Βιβλιοθήκη ἱστορική, lateinisch Diodori Siculi Bibliotheca historica) und ist eine Universalgeschichte in 40 Büchern, von denen uns die Bücher 1–5 sowie 11–20 erhalten sind. Das 17. Buch weist eine große Lücke auf. Die Bücher 6–10 und 21–40 sind nur fragmentarisch überliefert, vor allem durch Zitate byzantinischer Autoren, durch Auszüge in der von Kaiser Konstantin VII. veranlassten Konstantinischen Exzerptensammlung und ab Buch 31 durch Referate des Patriarchen Photios in seiner Bibliothek. Außerdem gab David Höschel 1603 in Augsburg Exzerpte aus den Büchern 21–26 von Diodors Werk nach einer seither verschollenen Handschrift heraus. Die Darstellung reicht von der sagenhaften Vorzeit (wobei er auch mythologische Erzählungen verarbeitete) bis in die Zeit Caesars (wohl bis in das Jahr 60/59 v. Chr., als Caesar das Konsulat bekleidete). Es ist damit, soweit man weiß, das umfassendste Geschichtswerk, das von einem Griechen in der Antike verfasst wurde und uns zumindest in Teilen überliefert ist, und bildet zugleich den „Abschluss der hellenistischen Historiographie“ (Klaus Meister).
Diodor hat nach eigenen Angaben 30 Jahre lang Reisen und Nachforschungen unternommen. Er griff in seiner Universalgeschichte allerdings ältere Darstellungen auf, schrieb sie um und kürzte sie (beispielsweise fehlen viele Reden, die ansonsten typisch für die antike Geschichtsschreibung sind), so dass sie besser lesbar und für das Publikum leichter zu verstehen waren. Er scheint seine Vorlagen in der Regel also nicht einfach abgeschrieben, sondern in eigenen Worten zusammengefasst zu haben, da sein Werk einen einheitlichen Sprachstil aufweist. Die Qualität von Diodors Angaben schwankt stark, damit ist aber auch sein historischer Wert nicht immer sicher abzuschätzen, da dieser wesentlich von den jeweils benutzten Quellen abhängt. Einige waren aber zweifellos von hoher Qualität, zumal Diodor anscheinend nur einschlägige Werke heranzog. So benutzte er nach vorherrschender Ansicht beispielsweise das sonst bis auf wenige Fragmente verlorene Werk des Hieronymos von Kardia, eine offenbar exzellente Geschichte der Diadochenzeit (siehe unten „Quellen“). Intensiv genutzt wurden von ihm daneben insbesondere Polybios, Timaios von Tauromenion, Poseidonios und Duris von Samos.
Diodor nennt seine Quellen relativ oft. Sein Erzählstil ist, wie im Hellenismus üblich, vorattizistisch (weniger ausgeschmückt, insgesamt nüchtern und nicht am attischen Griechisch des 5./4. Jahrhunderts, sondern an der hellenistischen Koine ausgerichtet), weshalb Diodors Stil klar und gut lesbar ist, aber in der Kaiserzeit, als sich ein allgemeiner Attizismus durchsetzte, wenig geschätzt wurde.
Es sind mehrere Fehler in seinem Werk ausgemacht worden, so etwa falsche Datierungen oder Namensverwechslungen, die aber wohl wenigstens teilweise auf den benutzten Quellen basieren dürften. Diodor ist den zeitlichen Angaben seiner Vorlagen nicht immer gefolgt, da er eine andere Chronologie nutzte (nach Olympiaden, Archontenjahren und Konsulaten, siehe unten) was zeitliche Ungenauigkeiten zur Folge hatte. Seine selbstverfassten Passagen haben nach traditioneller Einschätzung nur mäßigen literarischen Wert, doch seine Sammlung von direkten Zitaten aus verlorenen Werken ist unschätzbar, da er damit in Teilen die einzige Quelle ist, über die Fragmente dieser Bücher bis heute auf uns gekommen sind. Sehr große Bedeutung kommt ihm als Quelle für den Zeitraum von Philipp II. von Makedonien bis in die Zeit der Diadochen zu (bis 301 v. Chr.), aber auch für große Teile des 5. Jahrhunderts v. Chr., für Sizilien allgemein, teils auch für die römische Zeit.
Insgesamt hat das Werk trotz offensichtlicher Mängel (so die recht starke Abhängigkeit von seinen Vorlagen, inhaltliche Fehler oder Ungenauigkeiten) auch unbestreitbare Vorzüge. Daher wird es heute insgesamt erheblich höher geschätzt als in der älteren Forschung. Für viele Ereignisse ist es allein Diodor zu danken, dass überhaupt Berichte vorliegen. Insgesamt erscheint seine leicht lesbare Universalgeschichte als ein beachtenswerter Versuch, die historische Überlieferung bis zum ausgehenden Hellenismus mehr oder weniger einheitlich darzustellen. Erblickte man in Diodor lange Zeit nur einen unkreativen Kompilator, wird seine eigene kreative Leistung heute vielfach teils höher bewertet als früher.

### Anordnung des Materials
Die ersten sechs Bücher von Diodors Historischer Bibliothek behandeln die sagenhafte Vorzeit bis vor dem Trojanischen Krieg. Nach der Einleitung, in der Diodor die Nützlichkeit der Geschichtsdarstellung, die belehre und zu guten Taten anrege, hervorhebt, stellt der Autor im ersten Buch die Entstehung der Welt und menschlichen Kultur sowie die Theologie, Sitten, Chorologie und Geschichte des Alten Ägypten dar. Im zweiten Buch bringt er, hauptsächlich nach Ktesias von Knidos, die sagenhafte Geschichte der Assyrer und Meder mit den Hauptgestalten Ninos, Semiramis und Sardanapal, anschließend unter anderem Indien, Skythen, Amazonen und Hyperboreer. Dann geht er im dritten Buch zu einer Beschreibung Äthiopiens über und referiert hier außerdem über die Völker am arabischen Meerbusen, die Amazonen Libyens und die Theologie der Atlantier. Mit rationalistisch-pragmatischer Auslegung der Mythologie widmet er sich im vierten Buch den griechischen Sagen etwa über Dionysos, Herakles, die Argonauten und Theseus. Bei der Stoffanordnung dominiert hier der Standpunkt, eine mythographische Einführung in die Vorgeschichte des Trojanischen Kriegs zu liefern. Diodor geht im fünften Buch, dem sogenannten Inselbuch, auf die Beschreibung westeuropäischer Inseln wie Sizilien, Sardinien und Britannien ein und referiert dann über Gallier und Iberer sowie über die mythische Frühgeschichte griechischer Inseln der Ägäis wie Kreta und Rhodos.
Für die nur bruchstückhaft erhaltenen Bücher 6–10 ist keine genaue Angabe der Verteilung der Fragmente auf die einzelnen Bücher möglich. Buch 6 ist jedenfalls das letzte die vortrojanische Zeit behandelnde Buch. Diodor bringt in ihm zunächst auszugsweise den rationalistische Mythendeutung aufweisenden Roman des Euhemeros, sodann die Theogonien von Hesiod, Homer und Orpheus. In den folgenden Büchern berichtet er unter anderem über den Fall Trojas, die römische Königszeit, das Verfassungswerk Lykurgs, die Messenischen Kriege, die Sieben Weisen, den Perserkönig Kyros II., den Lyderkönig Krösus und den Philosophen Pythagoras.
Die wiederum nahezu vollständig erhaltenen Bücher 11–20 setzen mit dem Zug des Perserkönigs Xerxes I. gegen Griechenland (480 v. Chr.) ein und reichen bis 302 v. Chr. Hauptschwerpunkte bilden hier die griechische und sizilische Geschichte. Ebenso finden sich kurze Erwähnungen wichtiger Ereignisse aus der Geschichte der älteren Römischen Republik vor dem  Pyrrhos-Krieg. Ereignisse der griechischen Geschichte der klassischen Zeit, darunter der Peloponnesische Krieg, werden in den Büchern 11–15 geschildert, woraufhin im 16. Buch die Geschichte König Philipps II. folgt, der die Griechen unter die makedonische Hegemonie brachte. Buch 17 ist seinem Sohn Alexander dem Großen gewidmet. In den Büchern 18–20 schildert Diodor die frühe Diadochengeschichte bis vor der entscheidenden Schlacht bei Ipsos (301 v. Chr.), die Regierung des Tyrannen Agathokles von Syrakus sowie aus der römischen Geschichte den Zweiten Samnitenkrieg und die Zensur des Appius Claudius Caecus.
Die Stoffverteilung in den nur fragmentarisch erhaltenen Büchern 21–40 ist nur annähernd bestimmbar, aber sicherer als jene der Bücher 6–10. Zunächst stellt Diodor in den Büchern 21 und 22 die weitere Diadochengeschichte, die späte Regierungszeit des Agathokles, Pyrrhos sowie aus der römischen Geschichte den Dritten Samnitenkrieg dar. Die folgenden beiden Bücher widmen sich dem Ersten Punischen Krieg (264–241 v. Chr.) und weisen eine romfeindliche Tendenz auf. Das 25. Buch behandelt unter anderem den Söldnerkrieg und die karthagische Eroberung Spaniens. Den von Hannibal gegen Rom ausgefochtenen Zweiten Punischen Krieg erzählt Diodor ab Buch 26, und bis einschließlich Buch 30 berichtet er außerdem über die Kämpfe der Römer gegen den Seleukidenkönig Antiochos III. und den Makedonenkönig Perseus bis zur Schlacht von Pydna (168 v. Chr.). In Buch 32 ist vom Numiderkönig Massinissa und dem Usurpator Alexander I. Balas die Rede; wahrscheinlich war darin auch die Zerstörung Karthagos (146 v. Chr.) berichtet. Über die Einnahme von Jerusalem durch Antiochos VII. referiert Diodor in Buch 34, ebenso über den bis 132 v. Chr. dauernden Ersten Sklavenkrieg. Von Ereignissen der Spätzeit der Römischen Republik ist bekannt, dass der Zweite Sklavenkrieg im 36. Buch, der Bundesgenossenkrieg im 37. Buch, der Tod des Konsuls Quintus Lutatius Catulus († 87 v. Chr.) im 38. Buch und der Feldzug des späteren Triumvirn Gnaeus Pompeius Magnus gegen die Juden (64/63 v. Chr.) im 40. Buch dargestellt war. Im Zusammenhang mit dem letztgenannten Vorkommnis ist ein Auszug aus Diodors dabei gegebenem Exkurs über die Juden, für den er Hekataios von Abdera als Gewährsmann heranzog, erhalten.

## Textausgaben
- Diodore de Sicile: Bibliothèque historique. Les Belles Lettres, Paris 1972 ff. (kritische Edition mit französischer Übersetzung)
  - Pierre Bertrac (Hrsg.): Band 1: Livre I. 1993, ISBN 2-251-00435-1.
  - Bernard Eck (Hrsg.): Band 2: Livre II. 2003, ISBN 2-251-00513-7.
  - Bibiane Bommelaer (Hrsg.): Band 3: Livre III. 1989, ISBN 2-251-00381-9.
  - Jean Haillet (Hrsg.): Band 6: Livre XI. 2. Auflage. 2002, ISBN 2-251-00484-X.
  - Michel Casevitz (Hrsg.): Band 7: Livre XII. 1972.
  - Martine Bonnet, Eric R. Bennett (Hrsg.): Band 9: Livre XIV. 1997, ISBN 2-251-00459-9.
  - Claude Vial (Hrsg.): Band 10: Livre XV. 1977.
  - Paul Goukowsky (Hrsg.): Band 12: Livre XVII. 1976.
  - Paul Goukowsky (Hrsg.): Band 13: Livre XVIII. 1978.
  - François Bizière (Hrsg.): Band 14: Livre XIX. 1975.
- Diodore de Sicile: Bibliothèque historique. Fragments. Les Belles Lettres, Paris 2006–2014 (kritische Edition mit französischer Übersetzung und Kommentar).
  - Aude Cohen-Skalli (Hrsg.): Band 1: Livres VI–X. 2012, ISBN 978-2-251-00571-3.
  - Paul Goukowsky (Hrsg.): Band 2: Livres XXI–XXVI. 2006, ISBN 2-251-00532-3.
  - Paul Goukowsky (Hrsg.): Band 3: Livres XXVII–XXXII. 2012, ISBN 978-2-251-00573-7.
  - Paul Goukowsky (Hrsg.): Band 4: Livres XXXIII–XL. 2014, ISBN 978-2-251-00586-7.

## Übersetzungen
- Diodor’s von Sizilien historische Bibliothek. Übersetzt von Julius Friedrich Wurm. 19 Bände, J. B. Metzler, Stuttgart 1827–1840 (Überblick über die Digitalisate).
  - Nachdruck von Wurms Übersetzung: Diodoros, Historische Bibliothek. In der Übersetzung von Julius Friedrich Wurm. Herausgegeben von Günter Klawes. Marix, Wiesbaden 2014, ISBN 978-3-86539-379-1.
- Gerhard Wirth u. a. (Hrsg.): Diodoros, Griechische Weltgeschichte. 10 Bände. Hiersemann, Stuttgart 1992–2008 (aktuelle Übersetzung mit Kommentar).